# Рагхупати Рагхава Раджа Рам
«Рагхупати Рагхава Раджа Рам» (англ. Raghupati Raghava Raja Ram) — популярный индуистский бхаджан, прославляющий Раму и Ситу. Считается, что это переработка мантры поэта-святого XVII века Рамдаса, выполненная Вишну Дигамбаром Палушкаром. Махатма Ганди и его последователи пели эту песню во время своего Соляного Похода. В бхаджане присутствует строчка «неважно, как звучит твоё имя — Бог или Аллах», что подчёркивает единство верховного божества независимо от религий. «Рагхупати» исполняется многими музыкантами в разных обработках. Ананда Шанкар исполняет этот бхаджан в современной обработке на своём альбоме «Snowflower».